# 安德斯·耶吕德
安德斯·耶吕德（瑞典語：Anders Järryd，1961年7月13日—），瑞典男子网球运动员。他曾代表瑞典参加1988年和1992年夏季奥林匹克运动会网球比赛，其中1988年奥运会获得一枚铜牌。